# Helu
Helu – prawdopodobnie władca elamicki, współczesny królom akadyjskim Rimuszowi i Manisztusu, następca Hiszep-ratepa. Jako najwyższy król rządził państwem z Awan. Po jego śmierci panowanie nad Elamem objął Hita.